# 10663 Schwarzwald
För andra betydelser, se Schwarzwald (olika betydelser).
10663 Schwarzwald eller 4283 T-2 är en asteroid i huvudbältet som upptäcktes den 29 september 1973 av den nederländsk-amerikanske astronomen Tom Gehrels och det nederländska astronomparet Ingrid van Houten-Groeneveld och Cornelis Johannes van Houten vid Palomarobservatoriet. Den är uppkallad efter Schwarzwald i Tyskland.
Asteroiden har en diameter på ungefär 9 kilometer och den tillhör asteroidgruppen Themis.